# كاميشين
كاميشين (بالروسية: Камышин) هي إحدى مدن روسيا في الكيان الفدرالي الروسي فولغوغراد أوبلاست.

## المناخ
يظهر الجدول التالي التغييرات المناخية على مدار السنة لكاميشين:
| البيانات المناخية لـكاميشين       | البيانات المناخية لـكاميشين | البيانات المناخية لـكاميشين | البيانات المناخية لـكاميشين | البيانات المناخية لـكاميشين | البيانات المناخية لـكاميشين | البيانات المناخية لـكاميشين | البيانات المناخية لـكاميشين | البيانات المناخية لـكاميشين | البيانات المناخية لـكاميشين | البيانات المناخية لـكاميشين | البيانات المناخية لـكاميشين | البيانات المناخية لـكاميشين | البيانات المناخية لـكاميشين |
| الشهر                             | يناير                       | فبراير                      | مارس                        | أبريل                       | مايو                        | يونيو                       | يوليو                       | أغسطس                       | سبتمبر                      | أكتوبر                      | نوفمبر                      | ديسمبر                      | المعدل السنوي               |
| --------------------------------- | --------------------------- | --------------------------- | --------------------------- | --------------------------- | --------------------------- | --------------------------- | --------------------------- | --------------------------- | --------------------------- | --------------------------- | --------------------------- | --------------------------- | --------------------------- |
| الدرجة القصوى °م (°ف)             | 12.3 (54.1)                 | 12.0 (53.6)                 | 19.8 (67.6)                 | 28.6 (83.5)                 | 36.6 (97.9)                 | 39.8 (103.6)                | 41.5 (106.7)                | 41.2 (106.2)                | 39.3 (102.7)                | 27.7 (81.9)                 | 17.0 (62.6)                 | 11.0 (51.8)                 | 41.5 (106.7)                |
| متوسط درجة الحرارة الكبرى °م (°ف) | −4.6 (23.7)                 | −4.8 (23.4)                 | 1.5 (34.7)                  | 13.9 (57.0)                 | 21.5 (70.7)                 | 26.8 (80.2)                 | 29.2 (84.6)                 | 27.5 (81.5)                 | 20.6 (69.1)                 | 11.6 (52.9)                 | 2.1 (35.8)                  | −3.3 (26.1)                 | 11.8 (53.2)                 |
| المتوسط اليومي °م (°ف)            | −7.5 (18.5)                 | −7.8 (18.0)                 | −2.0 (28.4)                 | 8.9 (48.0)                  | 16.1 (61.0)                 | 21.4 (70.5)                 | 23.7 (74.7)                 | 22.0 (71.6)                 | 15.5 (59.9)                 | 7.6 (45.7)                  | −0.7 (30.7)                 | −5.9 (21.4)                 | 7.6 (45.7)                  |
| متوسط درجة الحرارة الصغرى °م (°ف) | −10.5 (13.1)                | −11.1 (12.0)                | −5.3 (22.5)                 | 4.2 (39.6)                  | 10.5 (50.9)                 | 15.9 (60.6)                 | 18.2 (64.8)                 | 16.4 (61.5)                 | 10.6 (51.1)                 | 3.8 (38.8)                  | −3.4 (25.9)                 | −8.9 (16.0)                 | 4.6 (40.3)                  |
| أدنى درجة حرارة °م (°ف)           | −35 (−31)                   | −32.7 (−26.9)               | −27.8 (−18.0)               | −12.8 (9.0)                 | −1.1 (30.0)                 | 1.0 (33.8)                  | 6.0 (42.8)                  | 3.8 (38.8)                  | −3.2 (26.2)                 | −10 (14)                    | −25 (−13)                   | −30 (−22)                   | −35 (−31)                   |
| الهطول مم (إنش)                   | 32 (1.3)                    | 26 (1.0)                    | 25 (1.0)                    | 29 (1.1)                    | 41 (1.6)                    | 39 (1.5)                    | 36 (1.4)                    | 28 (1.1)                    | 41 (1.6)                    | 26 (1.0)                    | 32 (1.3)                    | 34 (1.3)                    | 389 (15.3)                  |
| المصدر: Pogoda.ru.net             |                             |                             |                             |                             |                             |                             |                             |                             |                             |                             |                             |                             |                             |

## أعلام
- فياتشيسلاف كوزنيتسوف
- دينيس كولودين
- ميخائيل ميركولوف
- سيرغي كوتوف
- أوليغ بولياكوف